# (2897) Ole Römer
(2897) Ole Römer est un astéroïde de la ceinture principale découvert le 5 février 1932 par l'astronome allemand Karl Wilhelm Reinmuth. Le lieu de découverte est Heidelberg (024). Sa désignation provisoire était 1932 CK. Il fut nommé en honneur de Ole Christensen Rømer.
Sa distance minimale d'intersection de l'orbite terrestre est de 1,43160 ua.